# 中村巴奈重
中村 巴奈重（なかむら はなえ、1991年4月5日 - ）は、日本の作曲家、編曲家。千葉県出身。国立音楽大学卒業。日音所属。

## 来歴
国立音楽大学演奏学科鍵盤楽器専修を卒業。同大学作曲応用コース修了。幼少よりエレクトーン、ピアノをはじめる。現在、TVドラマやアニメの劇伴音楽の作曲を中心に、様々なジャンルにおいて活動中。

## 主な作品

### テレビドラマ
2015年
- 下町ロケット（TBS・兼松衆・田渕夏海と共同でメインテーマ以外の劇伴の作曲を担当）
- 警視庁ゼロ係〜生活安全課なんでも相談室〜（テレビ東京・田渕夏海と共同）

2016年
- コック警部の晩餐会（TBS・田渕夏海と共同）
- 天下御免トラック野郎 銀ちゃんの事件街道！（TBS月曜名作劇場・共同）

2017年
- マッサージ探偵ジョー（テレビ東京・田渕夏海と共同）
- 警視庁ゼロ係〜生活安全課なんでも相談室〜SECOND SEASON〜（テレビ東京・田渕夏海と共同）

2018年
- 限界団地（東海テレビ・田渕夏海、櫻井美希と共同）
- 警視庁ゼロ係〜生活安全課なんでも相談室〜THIRD SEASON〜（テレビ東京・田渕夏海と共同）
- マジで航海してます。〜Second Season〜（MBS・田渕夏海と共同）
- 僕らは奇跡でできている（関西テレビ・兼松衆、田渕夏海、櫻井美希と共同）

2019年
- 都立水商！令和（MBS）
- モトカレマニア（フジテレビ）
- 時空探偵おゆう　大江戸科学捜査（関西テレビ・田渕夏海と共同）

2020年
- 女子高生の無駄づかい（テレビ朝日・田渕夏海と共同）
- ギルティ この恋は罪ですか？（読売テレビ・田渕夏海と共同）

### アニメ
2017年
- うらら迷路帖（TBS・田渕夏海、宝野聡史と共同）
- クロックワーク・プラネット（TBS・兼松衆、中野香梨、宝野聡史、田渕夏海と共同）
- コンビニカレシ（TBS・大間々昂、田渕夏海と共同）
- アグレッシブ烈子（Netflix・田渕夏海、宝野聡史と共同）

2019年
- 五等分の花嫁（TBS・田渕夏海、櫻井美希と共同）

2020年
- 乙女ゲームの破滅フラグしかない悪役令嬢に転生してしまった…（MBSほか・田渕夏海・斎木達彦・櫻井美希・兼松衆と共同）
- 安達としまむら（TBS・田渕夏海、櫻井美希と共同）

2021年
- 五等分の花嫁∬（TBS・櫻井美希と共同）

2022年
- 映画 五等分の花嫁（櫻井美希と共同）

2023年
- 悲劇の元凶となる最強外道ラスボス女王は民の為に尽くします。（MBS・斎木達彦、佐久間奏、中嶋純子と共同）

2024年
- 即死チートが最強すぎて、異世界のやつらがまるで相手にならないんですが。（TOKYO MXほか・斎木達彦、佐久間奏、門脇大輔と共同）
- 変人のサラダボウル（TBSほか・馬瀬みさき、田中津久美と共同）
- 五等分の花嫁＊（田渕夏海、櫻井美希と共同）

#### テレビ番組 ・ドキュメンタリー他
2014年
- Nスタニュースワイド テーマ音楽(Opening,Ending&etc.)、コーナーBGM（2014年〜2016年・TBS）

2015年
- 8.12日航ジャンボ機 墜落事故30年の真相　一部の劇伴音楽の作曲（TBS）

2016年
- 報道特集 レギュラーコーナーBGM（TBS）
- ひるおび! レギュラーコーナーBGM（2016年、2017年・TBS）

2017年
- あさチャン! レギュラーコーナーBGM（TBS）

2019年
- NHKスペシャル　SPACE SPECTACLE 音楽（NHK・大間々昂・兼松衆と共同））
- ひるまえほっと テーマ音楽・レギュラーコーナーBGM（2019年〜・NHK）
- NHKスペシャル　食の起源 音楽（NHK・兼松衆・斎木達彦と共同））
- みんなでハイタッチ テーマ音楽（BS-TBS）

### 映画
- 米軍が最も恐れた男 その名は、カメジロー（2017年）（テーマ音楽：坂本龍一）テーマ音楽以外の劇伴の作曲を担当（共同）[28]
- Bの戦場（2018年）テーマ音楽と一部の劇伴の作曲を担当（共同）[29]。
- 米軍が最も恐れた男 カメジロー不屈の生涯（2019年）

### 編曲
- 浜崎あゆみ クラシックアルバム『Winter diary〜 A7 Classical〜』 Tr05 Summer diary 、Tr09 The GIFT オーケストラ編曲（2015年）
- 日本フィル＆サントリーホール×田代万里生とっておき アフタヌーン Vol.1「ミュージカル×オーケストラ」編曲（2015年）

### その他
- アナと雪の女王～オルゴール・セレクション〜（2014年、ウォルト・ディズニー・レコーズ、 編曲）
- ダイエー店内BGM（2014年、2015年、作編曲）
- Fine!! ジングル（2015年、TBSラジオ、作曲）